# Ткачёв (Адыгея)
Ткачёв — хутор в Майкопском муниципальном районе Республики Адыгея России. Входит в состав Красноульского сельского поселения.

## История
Хутор Ткачев — потомственная земля размером в 600 десятин, пожалованная войсковому старшине Матвею Васильевичу Ткачёву.

## Население
| 2002 | 2010 | 2013 | 2014 | 2015 | 2016 | 2017 |
| ---- | ---- | ---- | ---- | ---- | ---- | ---- |
| 207  | ↗214 | ↗218 | ↗226 | ↗227 | ↘210 | ↗213 |
| 2018 | 2019 | 2020 | 2021 | 2023 | 2024 |      |
| ↘207 | ↘202 | ↗204 | ↘195 | ↘191 | ↗205 |      |

По данным Всероссийской переписи населения 2021 года:
| Народ               | Численность, чел. | Доля от всего населения, % |
| ------------------- | ----------------- | -------------------------- |
| русские             | 137               | 70,26 %                    |
| цыгане              | 26                | 13,33 %                    |
| адыги               | 7                 | 3,59 %                     |
| другие / не указано | 25                | 12,82 %                    |
| всего               | 195               | 100,0 %                    |

## Улицы
- Речная.